# سریکانتهاکاتی
سریکانتهاکاتی (به لاتین: Srikanthakati) یک روستا در بنگلادش است که در استان باریسال و در ناحیه پیروج‌پور واقع شده است.